# 橋本とよ子
橋本 とよ子（はしもと とよこ）は、日本の女性アニメーターである。
タツノコプロ出身で『未来警察ウラシマン』などで原画を務めた後、『光の伝説』で初のキャラクターデザインを手掛ける。その後、フリーランスとなり、タツノコプロはもとより、シンエイ動画や東京ムービー（現トムス・エンタテインメント）などで原画・作画監督を務める。また、笹川ひろし監督作品の『サラダ十勇士トマトマン』や『ポコニャン』ではキャラクターデザインを務める。

## 参加作品

### テレビアニメ
1978年
- 科学忍者隊ガッチャマンII（作画・動画）

1979年
- 科学忍者隊ガッチャマンF（作画）

1982年
- 逆転イッパツマン（-1983年、動画検査）

1983年
- 未来警察ウラシマン（原画）

1985年
- オバケのQ太郎（新）（1985年 - 1987年、原画）

1986年
- 光の伝説（キャラクターデザイン・作画監督）

1987年
- エスパー魔美（作画監督）

1989年
- 昆虫物語 みなしごハッチ（1989年版）（作画監督）

1990年
- 楽しいムーミン一家（原画）

1992年
- サラダ十勇士トマトマン（キャラクターデザイン）

1993年
- ポコニャン（キャラクターデザイン）

1995年
- 怪盗セイント・テール（原画）

1996年
- クレヨンしんちゃん（1996年 - 、作画監督・原画）

2001年
- ジャングルはいつもハレのちグゥ （原画）

2005年
- ドラえもん（2005年 - 、原画）

### 劇場アニメ
1991年
- けろけろけろっぴの三銃士（原画）

1997年
- クレヨンしんちゃん 暗黒タマタマ大追跡（原画）

1998年
- クレヨンしんちゃん 電撃!ブタのヒヅメ大作戦（原画）

2004年
- クレヨンしんちゃん 嵐を呼ぶ!夕陽のカスカベボーイズ（原画）

2007年
- 映画ドラえもん のび太の新魔界大冒険 〜7人の魔法使い〜（原画）
- クレヨンしんちゃん 嵐を呼ぶ 歌うケツだけ爆弾!（原画）